# Wernesgrüner Brauerei

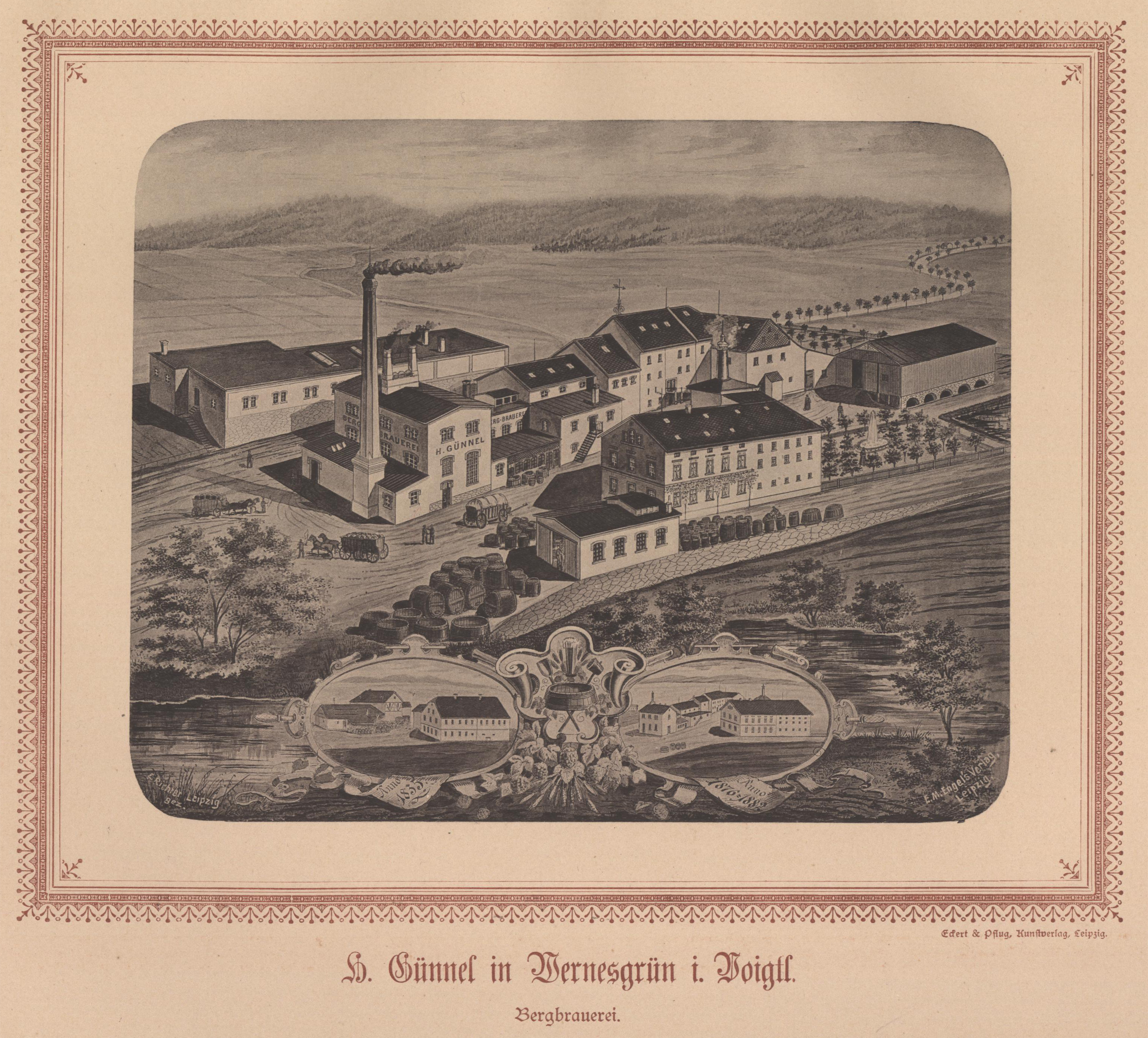
Bergbrauerei H. Günnel in Wernesgrün i. Voigtl. (1892)

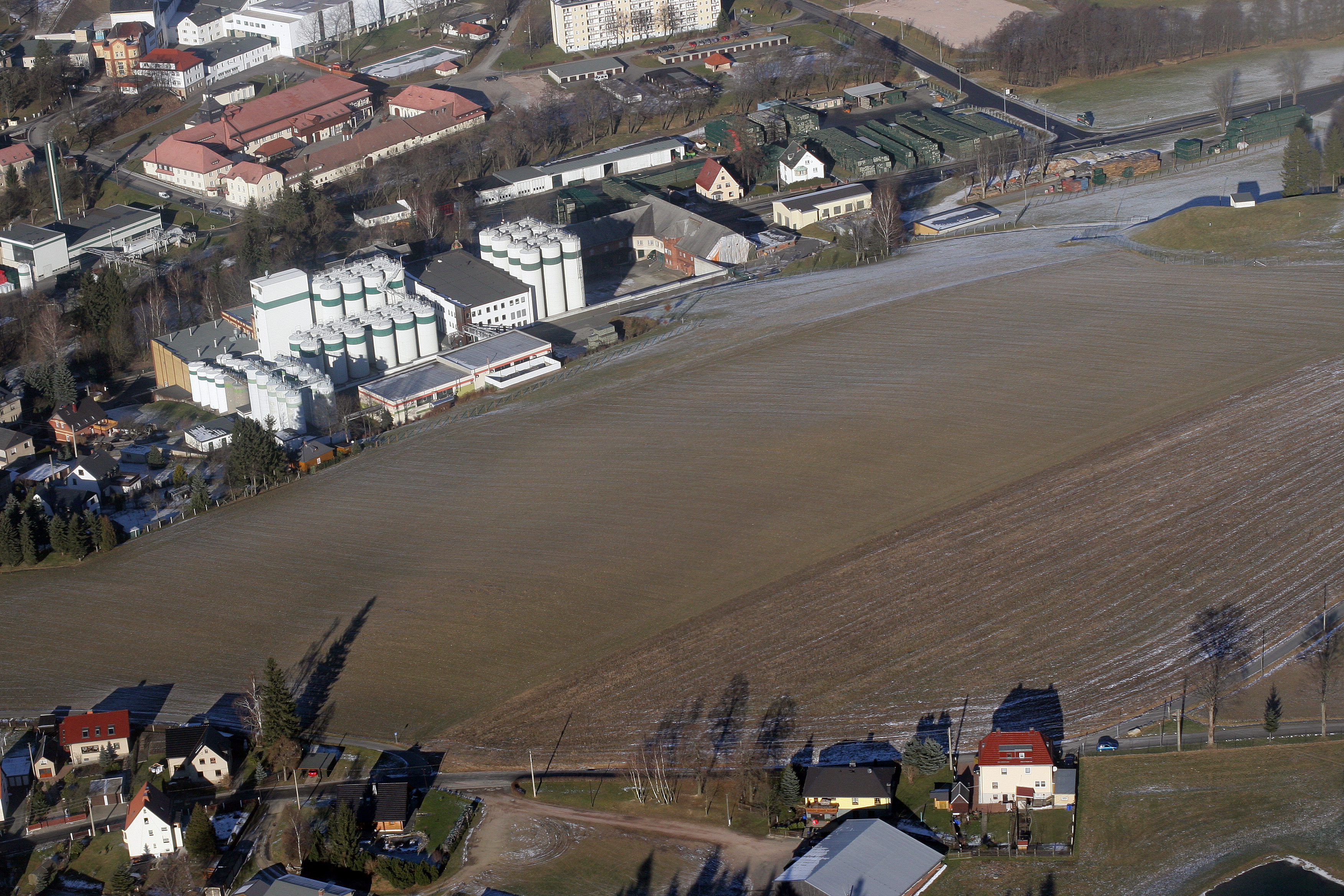
Luftbild der Brauerei

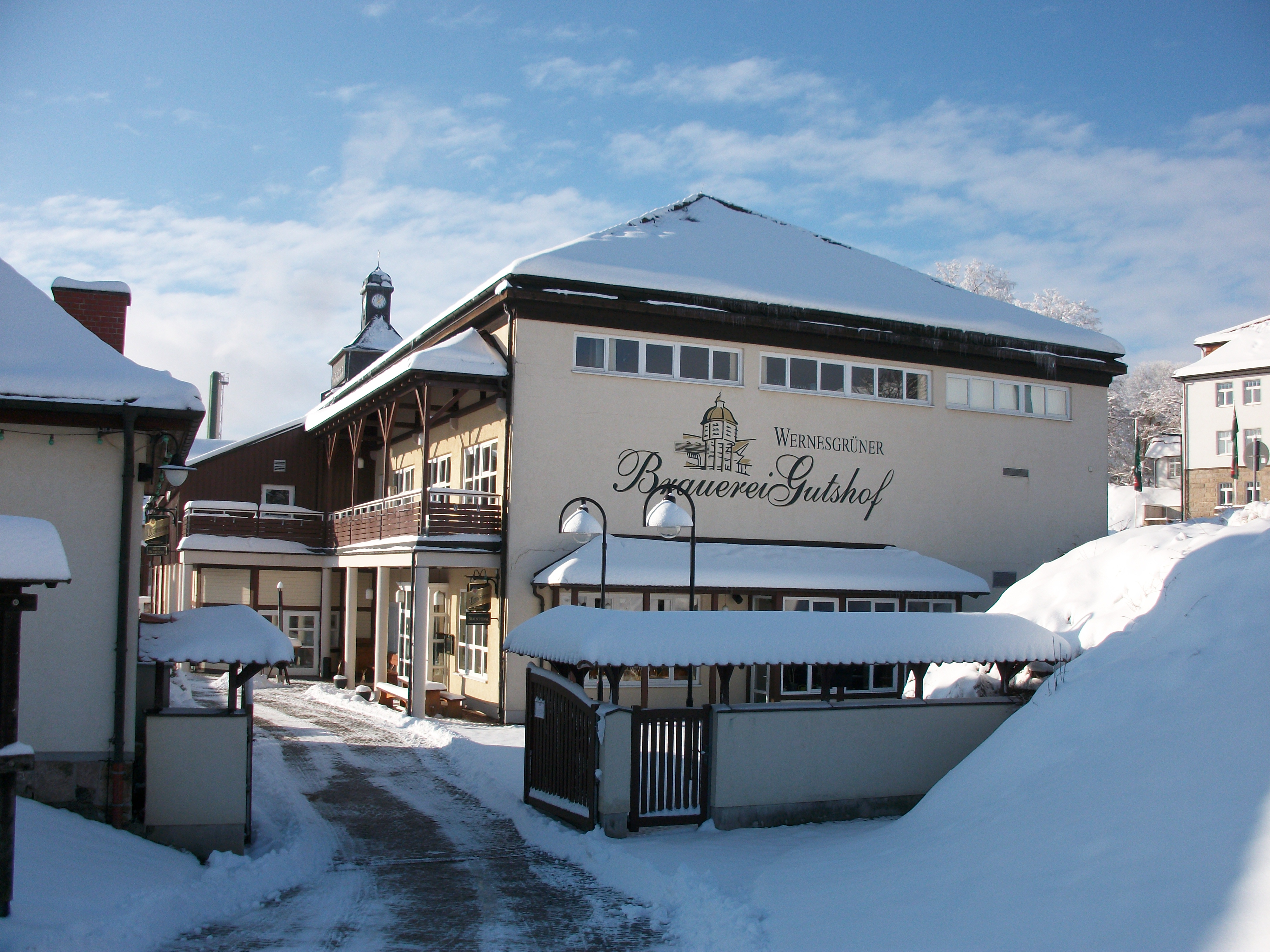
Wernesgrüner Brauerei-Gutshof

Die Wernesgrüner Brauerei GmbH ist eine Brauerei in Steinberg im sächsischen Vogtland, die zu Carlsberg Deutschland gehört. 1436 im Dorf Wernesgrün gegründet, ist sie die älteste existente Brauerei Sachsens.

## Geografie
Wernesgrüner Bier war eine geschützte geographische Angabe (Herkunftsbezeichnung).
Das Wasser entnimmt die Brauerei aus einem von Wald umgebenen Brunnen südöstlich der bebauten Ortslage, der von den Grundwasserströmen am Süd-West-Hang des Kuhbergs gespeist wird, und einem weiteren Brunnen im Wald am Südhang des Steinbergs. Zur Pufferung des Wassers dienen fünf Wasserbehälter in der Nähe der Brauereistandorte.

## Geschichte
Am 18. März 1436 erhielten die Gebrüder Schorer (Mitglieder der berühmten Glasmacherfamilie Schürer) das Recht, eine Glashütte im Wald anzulegen. Wie damals für abgelegene, gewerbliche Anwesen üblich und zur Selbstversorgung notwendig, beinhaltete das Glashüttenprivileg auch das Brau- und das Schankrecht. Das Schorersche Gut und das 1589 erbaute Gläsersche Anwesen begründeten den Ort Wernesgrün.
1762 erwarb Familie Günnel die Schorersche Brauerei. Das Gläsersche Gut übernahm 1774 Familie Männel. Bis zum Ende des 19. Jahrhunderts existierten noch fünf unabhängige Brauereien in Wernesgrün. Die größten davon gehörten den Familien Günnel und Männel.
Familie Günnel wurde 1946 enteignet, 1972 auch Familie Männel. Beide Brauereien wurden 1974 zum VEB Exportbierbrauerei Wernesgrün vereint. Nach der Wiedervereinigung firmierte das Unternehmen ab 1990 als Wernesgrüner Brauerei AG, wurde 1994 privatisiert und gehörte seit 2002 zur Bitburger Braugruppe. 2003 wurde die Rechtsform einer Aktiengesellschaft (AG) in eine Gesellschaft mit beschränkter Haftung (GmbH) umgewandelt. Ab 1991 wurde die Brauerei komplett modernisiert und erweitert. Die historische, denkmalgeschützte Brauereifassade wurde dabei erhalten. Sie wurde 1906 nach Entwürfen von Ernst Lenk aus Rodewisch als Lagerbier-Brauerei C. G. Männel neu erbaut.
Die Jahresproduktion 2011 betrug 740.000 Hektoliter. 2012 lag Wernesgrüner in Ostdeutschland, gemessen an der verkauften Menge, an vierter Stelle nach Radeberger, Hasseröder und Krombacher. Bekannt war die Werbung mit dem Slogan „Die Pils-Legende lebt“.
Seit 2021 gehört die Brauerei zu Carlsberg Deutschland. Unter Carlsberg wurde der seit 1996 kaum veränderte Markenauftritt 2022 komplett überarbeitet. Unter anderem wurden neue Etiketten etabliert.
Von 1993 bis 2011 fand die MDR-Sendung Wernesgrüner Musikantenschenke mit 185 Folgen auf dem Gelände der Wernesgrüner Brauerei statt. Die Wernesgrüner Brauerei AG wurde 2002 Bestandteil der Bitburger Braugruppe. Die Wernesgrüner Brauerei GmbH war bis 2006 namensgebender Hauptsponsor der Fußball-Landesliga Sachsen, der sogenannten „Wernesgrüner Sachsenliga“.

Das Erscheinungsbild von Flaschen, Etiketten, Kronkorken und Bierdeckeln im 20. Jahrhundert
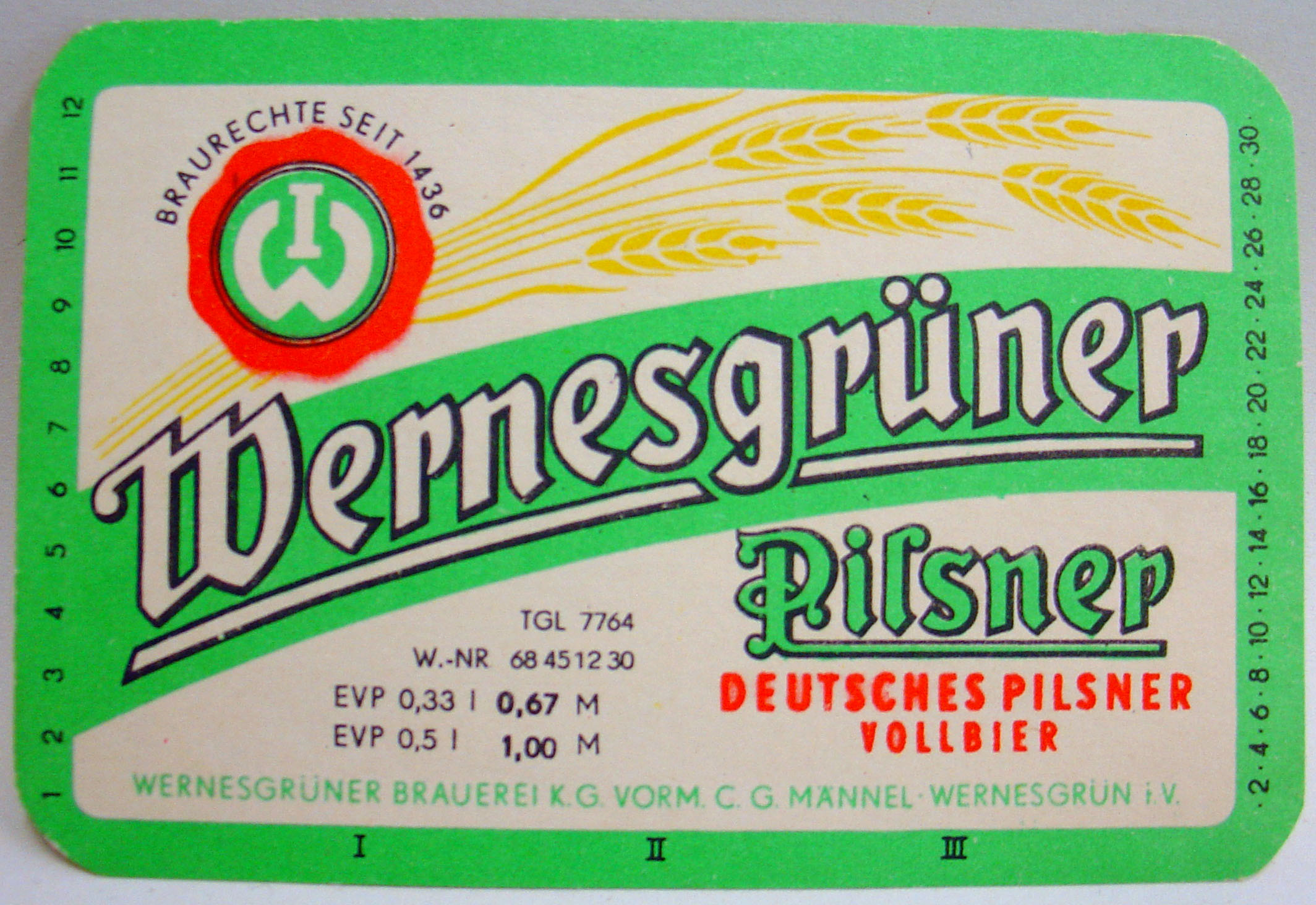
Etikett Wernesgrüner Brauerei KG, vormals C. G. Männel, von 1968 bis zur Verstaatlichung
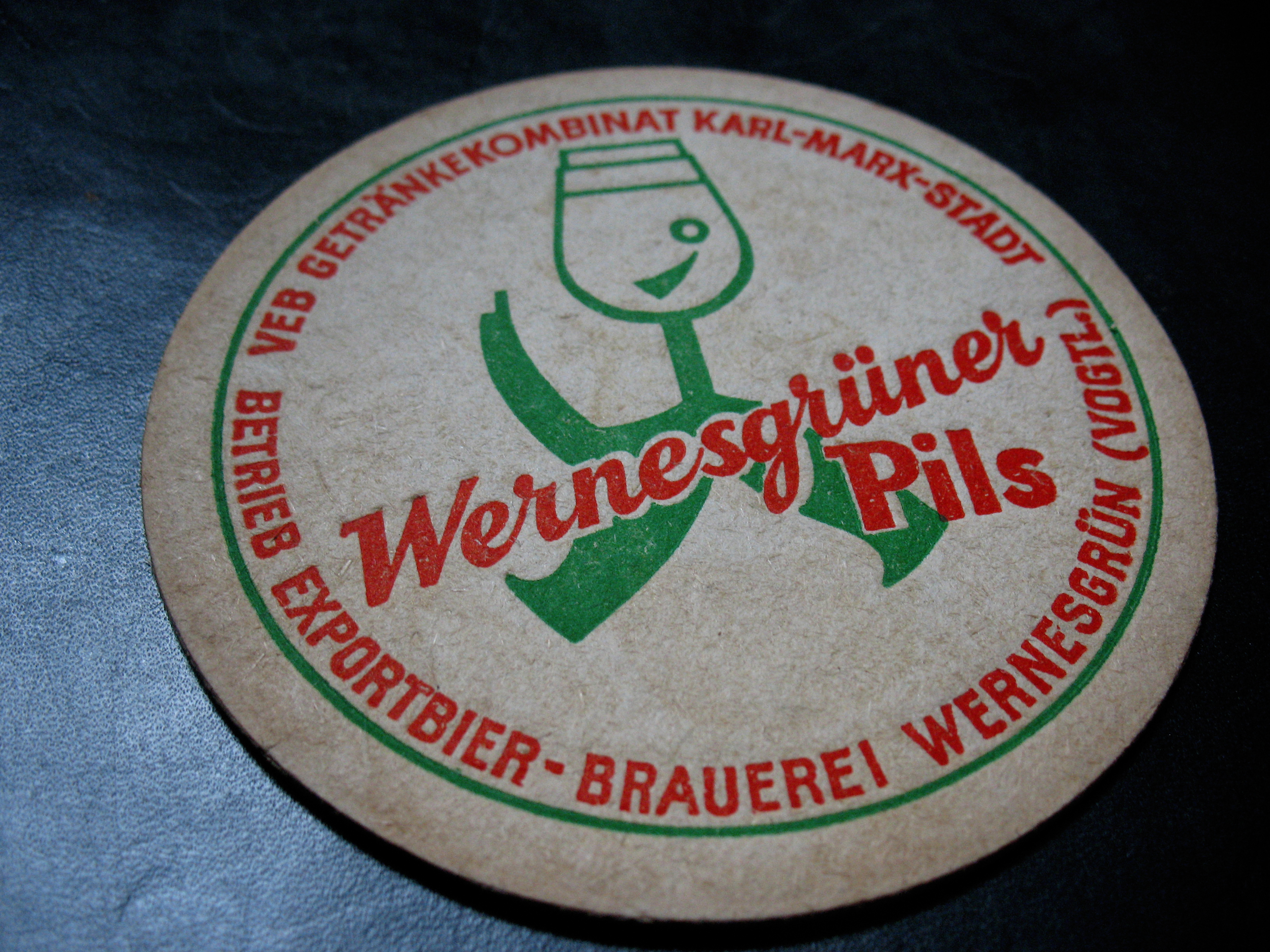
VEB Getränkekombinat Karl-Marx-Stadt – Wernesgrüner Pils
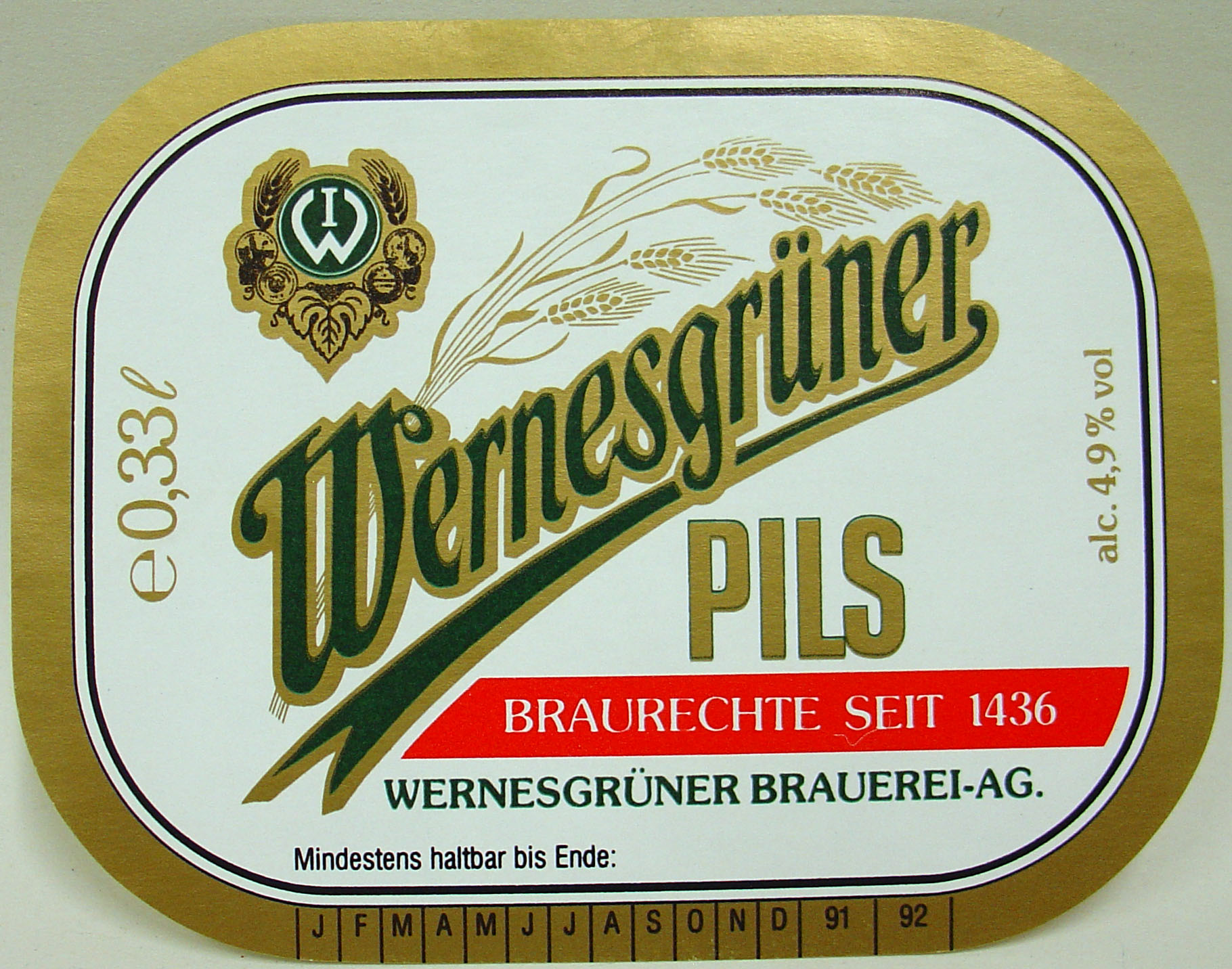
Etikett aus der Zeit nach 1990
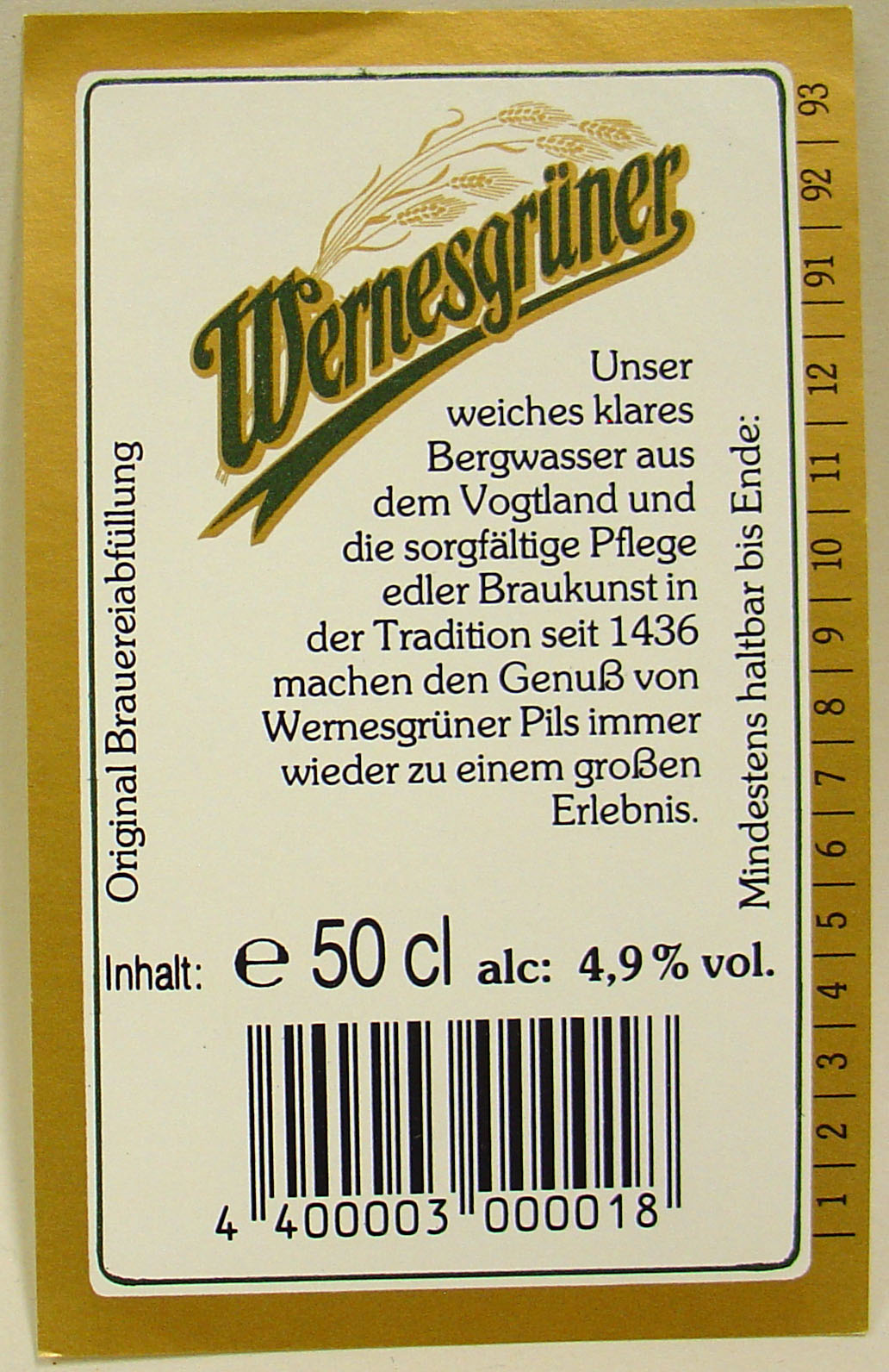
Etikett Rückseite
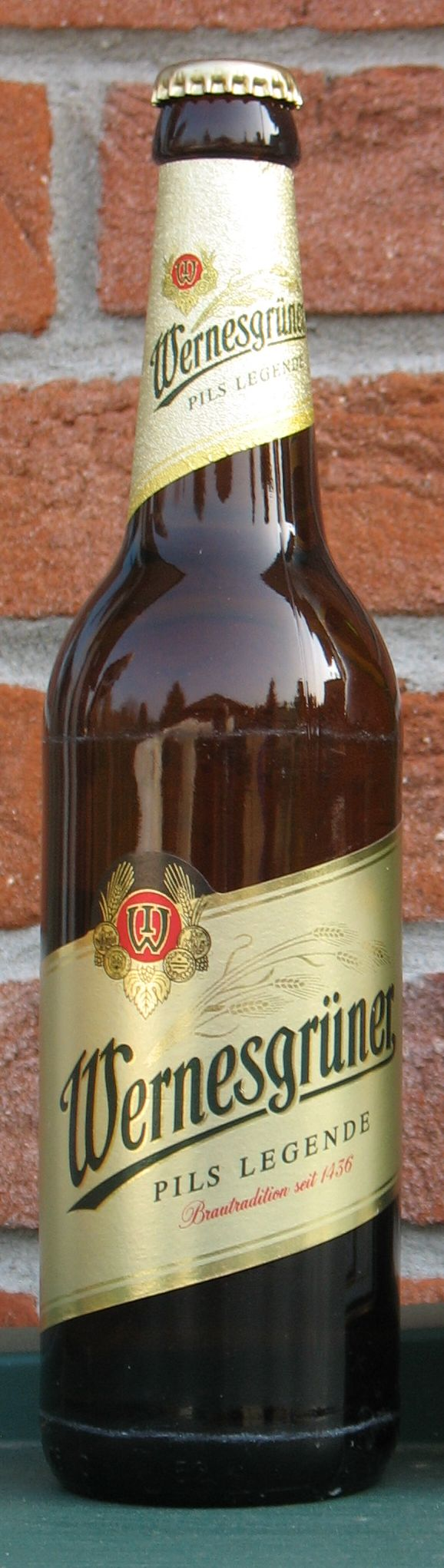
Flasche
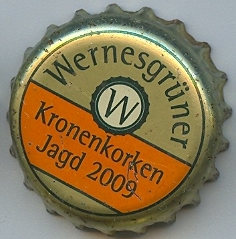
Kronkorken
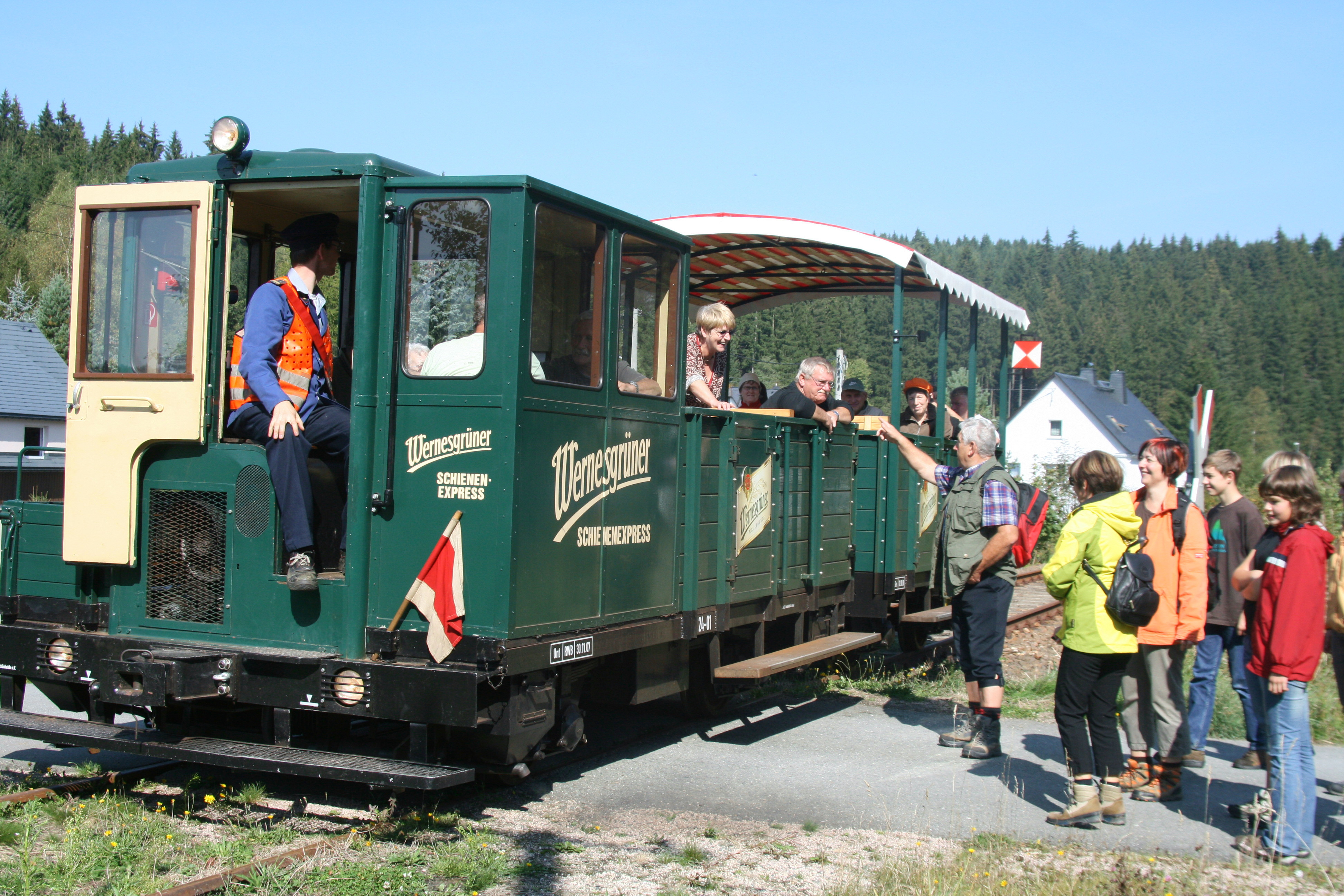
Wernesgrüner Schienenexpress